# بيتر جودفري سميث

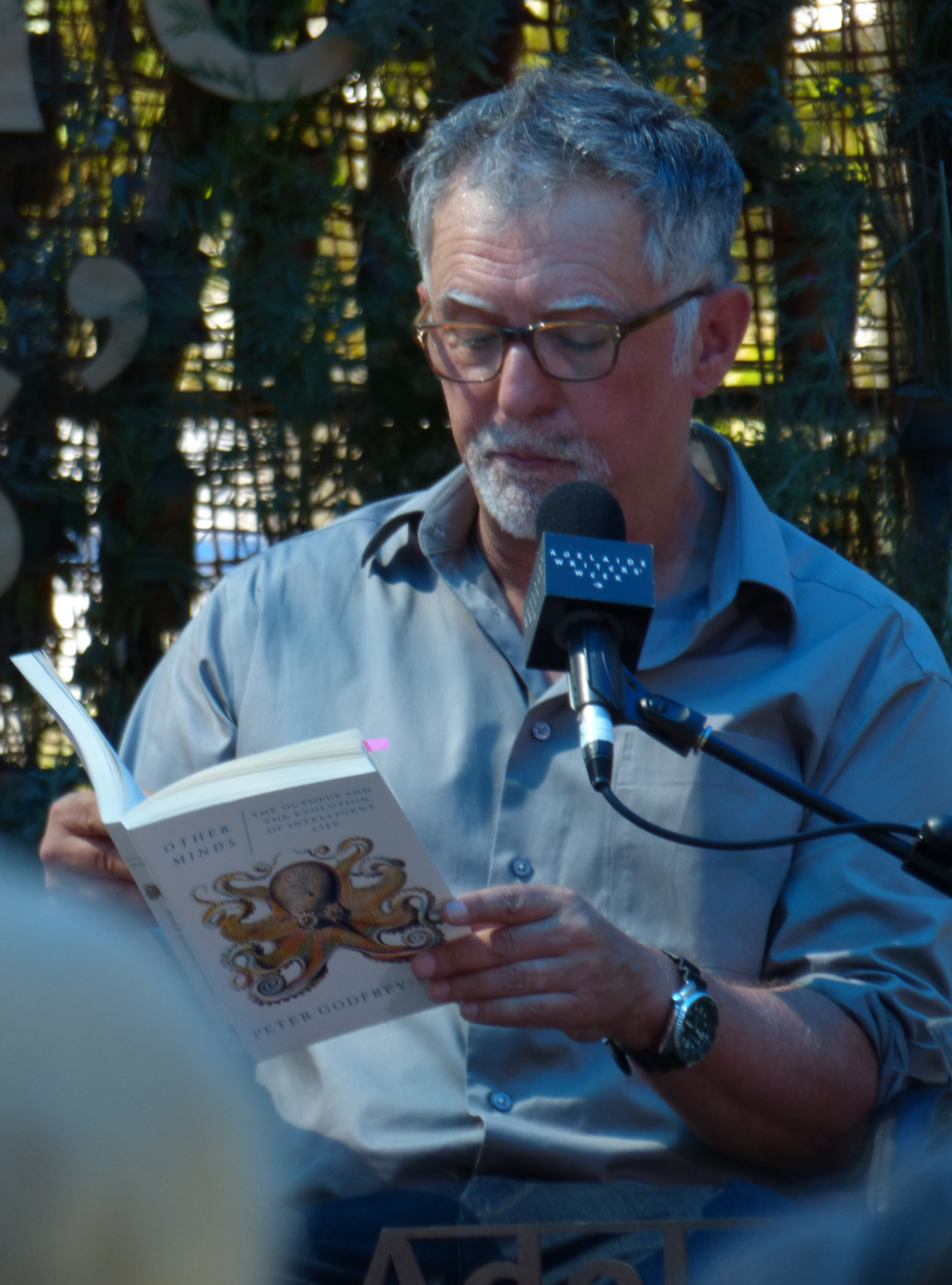
بيتر جودفري سميث يقرأ من كتاب "عقول أخرى" في أسبوع كتاب أديليد 2018

بيتر جودفري سميث (بالإنجليزية: Peter Godfrey-Smith)‏ (مواليد 1965) فيلسوف للعلوم وكاتب أسترالي.

## المسار المهني
جودفري سميث دكتور في التاريخ وفلسفة العلوم في جامعة سيدني. عمل في فلسفة علم الأحياء وفلسفة العقل، وايضا لديه اهتمامات في فلسفة أنواع العلوم جميعها، البرغماتية (تحديدا عمل جون ديوي) وبعض الأجزاء من ما وراء الطبيعة ونظرية المعرفة.
ولد في أستراليا في عام 1965 جودفري سميث وحصل على درجة الدكتورا في الفلسفة من جامعة كاليفورنيا، سان ديغو في عام 1991 تحت اشراف فيليب كيتشر. درس سابقا في جامعة هارفارد، جامعة ستانفورد، الجامعة الوطنية الأسترالية ومركز الدراسات العليا cuny في نيويورك. حصل على جائزة لاكتوس عن كتابه عام 2009 السكان الدارويني والاختيار الطبيعي الذي ناقش الفلسفية النظرية للتطور وقد انتقد حجج انصار التصميم الذكي.

## كتاب عقول أخرى
في عام 2016 جودفري سميث نشر كتاب عقول أخرى: الاخطبوط، البحر واصول الوعي العميقة. الذي يكشف اصل العلوم، الوعي وذكاء مملكة الحيوانات، تحديدا كي تطورت في رأسيات القدم مقارنة بالثديات والطيور

### بعض كتبه
- التعقيد ووظيفة العقل في الطبيعة (1998)
- النظرية والواقع: مقدمة لفلسفة العلم (2003)
- السكان الداروى يني والاختيار الطبيعي (2009) عقول أخرى: الاخطبوت والبحر والاصول العميقة للوعي

1. ↑  Angel Montenegro (27 Sep 2023), ORCID Public Data File 2023 (بالإنجليزية), DOI:10.23640/07243.24204912.V1, QID:Q123508386
2. ↑   http://www.institutnicod.org/seminaires-colloques/prix-jean-nicod/?lang=en. {{استشهاد ويب}}: |url= بحاجة لعنوان (مساعدة) والوسيط |title= غير موجود أو فارغ (من ويكي بيانات) (مساعدة)
3. ↑  "University of Sydney - Academic Staff". ‘’The University of Sydney’’. مؤرشف من الأصل في 2020-03-30. اطلع عليه بتاريخ 2018-12-06.
4. ↑  "Godfrey-Smith joins FAS as professor of philosophy". ‘’The Harvard Gazette’’. 16 فبراير 2006. مؤرشف من الأصل في 2020-03-30. اطلع عليه بتاريخ 2018-12-06.